# Houlbec-près-le-Gros-Theil
Pour les articles homonymes, voir Houlbec et Gros.
Houlbec-près-le-Gros-Theil est une ancienne commune française située dans le département de l'Eure en région Normandie.
Elle est une commune déléguée des Monts du Roumois depuis le 1er janvier 2017.

## Géographie
Le village est situé à une altitude de 159 mètres environ.

### Situation
Les villes et villages proches de Houlbec-près-le-Gros-Theil sont : Saint-Denis-des-Monts à 1,66 km, Bosguérard-de-Marcouville à 1,71 km, Le Gros-Theil à 3,26 km, Saint-Pierre-du-Bosguérard à 3,53 km, Saint-Éloi-de-Fourques à 3,54 km.
|                        | Bosguérard-de-Marcouville  |                            |
| Saint-Éloi-de-Fourques | Houlbec-près-le-Gros-Theil | Saint-Pierre-du-Bosguérard |
|                        | Le Gros-Theil              |                            |

## Urbanisme

### Morphologie urbaine
Le bourg se compose, en termes de quartiers, des villages de l'église et des Maingottières.

### Lieux-dits, hameaux et écarts
Les hameaux sont nommés : Les Frichettes, Le Génetey, La Guérie, Les Haies et Le Marais. 

## Toponymie
Le nom de la localité est attesté sous les formes Houlebec, (p. d’Eudes Rigaud); Houllebec, 1264 (cartulaire du Bec); le Houllebec-en-Roumois (L. P.), sans date; Houlbec-les-Bois en 1828 (Louis Du Bois).
Le toponyme Houlbec est à l'origine un hydronyme. Il est issu du vieux norrois Holr bekkr signifiant littéralement « ruisseau en creux ». Comme il n'y a pas de ruisseau à Houlbec, ce mot a pu désigner un ruisseau intermittent, une ravine, les paysages et la circulation des eaux ayant été fortement modifiés par l'intervention humaine : ainsi, l'église est plantée au bord d'une mare et le château en comporte une aussi, tel qu'attesté au cadastre napoléonien publié en 1845. 
Homonymie avec une autre commune de l'Eure Houlbec(-Cocherel), ainsi qu'avec un hameau de Seine-Maritime (Sainte-Geneviève-en-Bray, Rivus de Holebec 1261; Ruissellum de Holebec 1271) et plusieurs noms de hameaux et de ruisseaux du Calvados et de la Manche, écrits de manière variables Houlbec, Houlbecq, Houllebec. Homonymie avec les Holbæk, Holbekk, Holbeck danois, norvégien et anglais.
Le déterminant complémentaire près-le-Gros-Theil, d'ajout tardif, désigne Le Gros Theil commune proche (voir ce nom).

## Histoire
En 1184, le pape Luce III confirme à l'abbaye du Bec la possession de l'église d'Houlbec. En 1486, le patronage est contesté entre l'abbaye et le seigneur de Rieux. Le droit de présenter à la cure fait l'objet d'aveux en 1521 puis 1673.
La motte castrale du village est évoquée en 1301 par Jean d'Harcourt en accord avec l'abbaye : les hommes du fief du Bosc sont obligés aux réparations de la « motte de Houllebec ». En 1518, l'abbaye vend la chênaie au seigneur du lieu, Jean Mazeline.

## Politique et administration
| Période                                  | Période       | Identité                | Étiquette | Qualité      |
| ---------------------------------------- | ------------- | ----------------------- | --------- | ------------ |
| 1791                                     |               | Boismare                |           |              |
| Les données manquantes sont à compléter. |               |                         |           |              |
| ca 1818                                  |               | N. de Postis du Houlbec |           | propriétaire |
| Les données manquantes sont à compléter. |               |                         |           |              |
| ca 1845                                  |               | Jean Mansel             |           |              |
| Les données manquantes sont à compléter. |               |                         |           |              |
| ca 1870                                  |               | Aimé Le Pic             |           | Cultivateur  |
| Les données manquantes sont à compléter. |               |                         |           |              |
| ca 1922                                  |               | Anthyme Mesnil          |           |              |
| Les données manquantes sont à compléter. |               |                         |           |              |
| ?                                        | mars 2008     | Jean-Jacques Prunier    |           |              |
| mars 2008                                | décembre 2016 | Damien Pierrard         | DVD       | Cadre        |

## Démographie
| 1793 | 1800 | 1806 | 1821 | 1831 | 1836 | 1841 | 1846 | 1851 |
| ---- | ---- | ---- | ---- | ---- | ---- | ---- | ---- | ---- |
| 380  | 402  | 377  | 315  | 290  | 309  | 272  | 275  | 246  |

| 1856 | 1861 | 1866 | 1872 | 1876 | 1881 | 1886 | 1891 | 1896 |
| ---- | ---- | ---- | ---- | ---- | ---- | ---- | ---- | ---- |
| 269  | 260  | 233  | 225  | 203  | 205  | 171  | 139  | 132  |

| 1901 | 1906 | 1911 | 1921 | 1926 | 1931 | 1936 | 1946 | 1954 |
| ---- | ---- | ---- | ---- | ---- | ---- | ---- | ---- | ---- |
| 90   | 82   | 90   | 68   | 75   | 59   | 67   | 57   | 64   |

| 1962 | 1968 | 1975 | 1982 | 1990 | 1999 | 2007 | 2012 | 2014 |
| ---- | ---- | ---- | ---- | ---- | ---- | ---- | ---- | ---- |
| 57   | 61   | 57   | 57   | 79   | 82   | 110  | 112  | 106  |

## Culture locale et patrimoine

### Lieux et monuments

#### Église Notre-Dame
Élevée en 1431 aux frais de Jeanne d'Harcourt,, épouse de Jean III de Rieux à qui elle avait apporté en dot le vaste domaine de Houlbec,
l'église est construite en pierre que l'on estime avoir été extraites de la carrière Monneaux près du Gros-Theil. C'est de cette même carrière qu'est sortie la pierre des églises du Gros-Theil et de Saint-Éloi-de-Fourques. L'abbaye Notre-Dame du Bec dessert alors la paroisse dès 1261.
Les huit fenêtres de la nef et du chœur sont du XVe siècle, à deux travées, séparées par des meneaux en pierre. La fenêtre qui surmonte les portes d'entrée possède trois travées pourvues de meneaux en pierre, de même époque. Les deux cloches datent de 1845 par souscription des habitants (Julien Caplain, fondeur à Elbeuf). Un cadran solaire fait face au cimetière.
Le caveau de la famille de Postis du Houlbec situé dans le chœur de l'église a été détruit durant la Révolution ainsi que les noms des membres de la famille déposés dans le caveau et gravés à droite dans le chœur. Les vitraux du chœur sont au nombre de quatre et ont été donnés par M. et Mme Ludovic de Postis du Houlbec en 1866. Cette même année, les ateliers Duhamel-Marette ont restauré la verrière classée objet monument historique. 
Dans le cimetière face au porche de l'église se trouvent trois pierres tombales aux armes de la famille de Postis du Houlbec.

### Patrimoine naturel

#### Site classé
- Les deux tours du château de Houlbec et le cryptomeria elegans sis dans la commune  Site classé (1925)[12].

### Personnalités liées à la commune
- Jean Mazeline, seigneur d'Houlbec, est vicomte de Conches et de Breteuil (vers 1498-1524)[13]
- Alexandre Ferdinand de Postis du Houlbec (1788, Houlbec - 1852), garde du corps du roi, décoré de l'ordre de la fleur de Lys et chevalier de la Légion d'honneur[14]
- Louis-Jules de Postis du Houlbec (1812, Houlbec - 1895), saint-cyrien, général de brigade d'infanterie en ligne, chevalier de l'ordre de Pie IX et grand officier de la Légion d'honneur[15]. Héros des batailles de Reichshoffen (6 août 1870) et de Frœschwiller (20 août 1870)